# حركة كل المكسيك

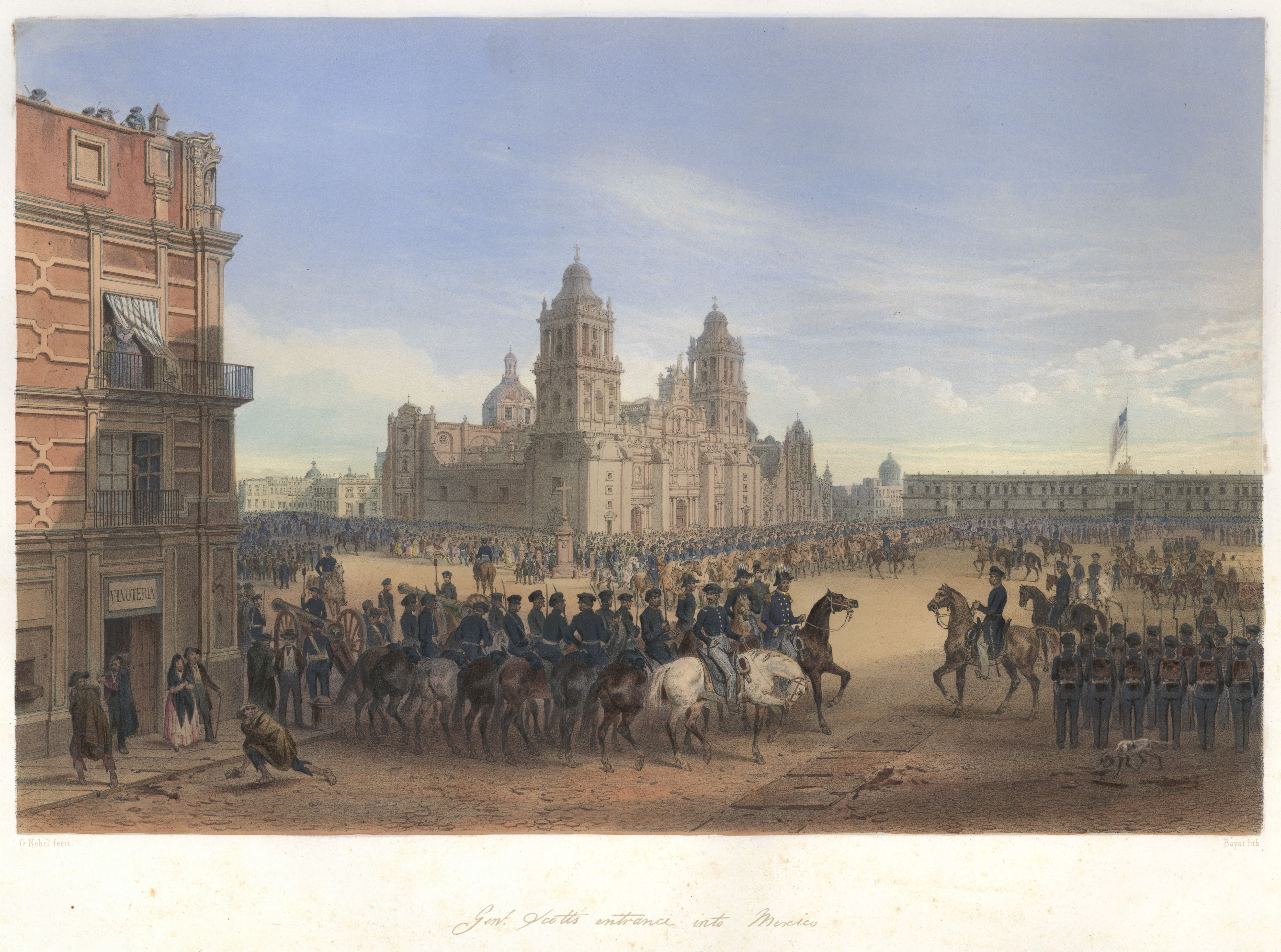
تصور هذه اللوحة التي رسمها كارل نيبيل وينفيلد سكوت وهو يدخل ساحة كونستيتسيون. في الخلفية تشاهد كاتدرائية متروبوليتان.

كانت حركة كل المكسيك أو حركة عموم المكسيك حركة سياسية لتوسيع الولايات المتحدة لتشمل المكسيك بأكملها. لقد كان تعبيرًا عن القدر المتجلي ولكنه لم يدخل حيز التنفيذ أبدًا. استولت الولايات المتحدة، خلال الحرب المكسيكية الأمريكية (1846-1848)، على مناطق قليلة السكان في شمال المكسيك حتى أنها غزت قلب المكسيك المكتظ بالسكان.
بعد أن استولى الجيش الأمريكي على مدينة مكسيكو، تجدد الحماس لدمج كل المكسيك. تم معارضة الفكرة بشدة في الكونغرس الأمريكي، وخاصة من قبل عضو مجلس الشيوخ الأمريكي من كارولاينا الجنوبية، جون كالهون، الذي عارض بشدة دمج الأراضي ذات الكثافة السكانية غير البيضاء.
أنهت معاهدة غوادالوبي هيدالغو تطلعات الحركة من خلال الاستحواذ على المنطقة قليلة الاستيطان في أقصى شمال المكسيك.

## الخلفية
قبل أن يتولى الرئيس الأمريكي جيمس بوك منصبه عام 1845، وافق الكونغرس الأمريكي على ضم تكساس. رغب بوك في السيطرة على جزء من تكساس، التي أعلنت استقلالها عن المكسيك عام 1836، لكن المكسيك كانت لا تزال تطالب بها. لقد مهد ذلك الطريق لاندلاع الحرب المكسيكية الأمريكية في 24 أبريل 1846.
تسبب النجاح الأمريكي في ساحة المعركة، بحلول صيف عام 1847، في دعوات لضم المكسيك بأكملها، ولا سيما من قبل الديمقراطيين الشرقيين، الذين جادلوا بأن ضم المكسيك إلى الاتحاد سيكون أفضل طريقة لضمان السلام في المنطقة.[بحاجة لمصدر]

## المعارضة
كان اقتراح ضم المكسيك بالكامل مثيرًا للجدل. كان المدافعون المثاليون عن طريقة القدر المتجلي، مثل جون إل. أوسوليفان، يؤكدون دائمًا أنه لا ينبغي فرض قوانين الولايات المتحدة على الشعب ضد إرادتهم. إن ضم المكسيك بالكامل ينتهك هذا المبدأ ويثير الجدل من خلال توسيع نطاق الجنسية الأمريكية ليشمل ملايين المكسيكيين.
لقد أدى ذلك النقاش إلى إبراز أحد تناقضات لقدر المتجلي. لقد اقترحت أفكار الهوية المتأصلة في القدر المتجلي أن المكسيكيين، بصفتهم غير بيض، سيشكلون تهديدًا للسلامة العرقية البيضاء وبالتالي لم يكونوا مؤهلين ليصبحوا مواطنين أمريكيين، لكن مُكون «المهمة» في القدر المتجلي اقترح أنه سيتم تحسين المكسيكيين (أو «تجديدهم»)، كما تم وصفهم آنذاك) من خلال إدخالهم في الديمقراطية الأمريكية. عززت الهوية الاستبدادية القدر المتجلي، ولكن، كما في حالة كالهون ومقاومة الحركة، تم استخدام الهوية أيضًا لمعارضة القدر المتجلي.
اعتبر مؤيدو الضم الكامل لـ«كل المكسيك» أنه إجراء لمكافحة الرق. انزعج العديد من الأمريكيين من كاثوليكية المكسيك وضعف الجمهوريانية والتهديد بحدوث تصاعد في القومية.

## الفشل
انتهى الجدل في النهاية من قبل التنازل المكسيكي، الذي أضاف أراضي كاليفورنيا العليا والمكسيك الجديدة إلى الولايات المتحدة، وكلاهما أقل كثافة سكانية من بقية المكسيك. خفّت حدة حركة كل المكسيك بسرعة مثل حركة كل أوريغون.
جادل المؤرخ فريدريك ميرك في كتاب بيان القدر والمهمة في التاريخ الأمريكي: إعادة تفسير لعام 1963، بأن فشل حركات كل أوريغون وكل المكسيك يشير إلى أن القدر المتجلي لم يكن شائعًا كما صوره المؤرخون تقليديًا. كتب ميرك أن الإيمان بالمهمة الخيرية للديمقراطية كان محوريًا للتاريخ الأمريكي، لكن «القارية» العدوانية كانت انحرافًا مدعومًا من قبل أقلية فقط من الأمريكيين، معظمهم من الديمقراطيين، ولكن عارضها اليمينيون وبعض الديمقراطيين. وهكذا، عارض ديمقراطيو لويزيانا ضم المكسيك، بينما أيدها أولئك الموجودون في ميسيسيبي.